# Charles-Gustave Kuhn
Charles-Gustave Kuhn (Zurique, 28 de abril de 1889 - 18 de dezembro de 1952) foi um ginete suíço, especialista em saltos, medalhissta olímpico.

## Carreira
Charles-Gustave Kuhn representou seu país nos Jogos Olímpicos de 1928, na qual conquistou a medalha de bronze nos saltos individual.